# Phyllophaga rugicollis
Phyllophaga rugicollis är en skalbaggsart som beskrevs av Bates 1888. Phyllophaga rugicollis ingår i släktet Phyllophaga och familjen Melolonthidae. Inga underarter finns listade i Catalogue of Life.